# Dethawia
Dethawia là chi thực vật có hoa trong họ Apiaceae.